# Kirilo Petrov
Kirilo Valentinovici Petrov (ucraineană: Кирилo Валентинович Петров) (n. 22 iunie 1990, Kiev, Uniunea Sovietică) este un fotbalist ucrainean aflat sub contract cu FC Krivbas Krivoi Rog.